# Aequorea victoria
Aequorea victoria är en bioluminiscerende manet från Nordamerikas västkust. Maneten producerar GFP, grönt fluorescerande protein, som används inom biologisk forskning.
Djurets huvudsakliga föda är kräftdjur men den äter i viss mån andra maneter. Manetens diameter ligger beroende på habitat och miljöns kvalitet mellan 8 och 20 centimeter. Aequorea victoria driver liksom andra maneter med havsströmmarna genom vattnet. Det nämnda proteinet skapas i 100 särskilda organ som är fördelade längs manetens kant.
GFP upptäcktes av forskaren Osamu Shimomura och hans forskarkolleger lyckades sedan med att framställa proteinet genom genetisk modifiering, därför fick han tillsammans med Martin Chalfie och Roger Tsien nobelpriset i kemi 2008.